# Lenka Marušková
Lenka Marušková rozená Hyková (2. února 1985, Plzeň) je česká olympionička, sportovní střelkyně.
Je dcerou Vladimíra Hyky, účastníka soutěže v rychlostřelbě na 25 m na olympiádě 1976. Pochází z Aše. Je vdaná, s manželem Davidem mají syna Vojtěcha a dceru Natálii. Žije v Praze.

## Sportovní kariéra
Na olympiádě 2004 v Athénách získala stříbrnou medaili ve střelbě sportovní pistolí na 25 metrů. Zúčastnila se už i soutěže ve střelbě vzduchovkou na 10 metrů, kde skončila 16.
Na olympiádě 2008 skončila v pistoli na 20. místě a ve vzduchovce na 26. místě.
V srpnu 2010 získala na Mistrovství světa ve sportovní střelbě v Mnichově bronzovou medaili ve střelbě z pistole na 25 metrů.
Na Letních olympijských hrách v Londýně 2012 dosáhla osmého místa ve střelbě ze vzduchovky na 10 metrů a v pistoli skončila 13.